# Journal of Medicinal Chemistry
Journal of Medicinal Chemistry (abrégé en J. Med. Chem.) est une revue scientifique à comité de lecture. Ce journal bimensuel publie des articles de recherches originales dans le domaine de la chimie médicinale. D'après le Journal Citation Reports, le facteur d'impact de ce journal était de 5,447 en 2014, et désormais de 7,2. Actuellement, le directeur de publication est Philip S. Portoghese (Université du Minnesota).

## Histoire
Au cours de son histoire, le journal a changé de nom :
- Journal of Medicinal and Pharmaceutical Chemistry, 1959-1962  (ISSN 0095-9065)
- Journal of Medicinal Chemistry, 1963-en cours  (ISSN 0022-2623)

Depuis 2010, les articles sous forme de communications sont publiés dans un nouveau journal :
- ACS Medicinal Chemistry Letters, 2010-en cours  (ISSN 1948-5875)